# Vokslev Sogn
Vokslev Sogn er et sogn i Aalborg Vestre Provsti (Aalborg Stift).
I 1800-tallet var Vokslev Sogn anneks til Nibe Sogn. Begge sogne hørte til Hornum Herred i Ålborg Amt, Nibe Sogn dog kun geografisk, da det lå i Nibe købstad, som ikke var under herredets administration. Vokslev var en selvstændig sognekommune. Ved kommunalreformen i 1970 blev den indlemmet i Nibe Kommune, der ved strukturreformen indgik i Aalborg Kommune.
I Vokslev Sogn ligger Vokslev Kirke.
I sognet findes følgende autoriserede stednavne:
- Bavnehøj (areal)
- Binderup (bebyggelse, ejerlav)
- Binderup Kærhuse (bebyggelse)
- Binderup Mølle (bebyggelse)
- Gelstrup (bebyggelse, ejerlav)
- Gelstrup Mark (bebyggelse)
- Grydsted (bebyggelse, ejerlav)
- Harrild (bebyggelse)
- Hulemølle (bebyggelse)
- Klæstrup (bebyggelse, ejerlav)
- Klæstruplund (bebyggelse, ejerlav)
- Kryb-i-Ly (bebyggelse)
- Nørreknold (areal)
- Overgårde (bebyggelse)
- Pandum (bebyggelse, ejerlav)
- Pandum Mark (bebyggelse)
- Pandumbro (bebyggelse)
- Rodstrup (bebyggelse, ejerlav)
- Simested (bebyggelse, ejerlav)
- Skal Huse (bebyggelse)
- Skindbjerg (areal)
- Tårup (bebyggelse, ejerlav)
- Vokslev (bebyggelse, ejerlav)